# Thoradonta bengalensis
Thoradonta bengalensis är en insektsart som beskrevs av Shishodia 1991. Thoradonta bengalensis ingår i släktet Thoradonta och familjen torngräshoppor. Inga underarter finns listade i Catalogue of Life.